# Barbicornis
Barbicornis is een geslacht van vlinders uit de familie van de prachtvlinders (Riodinidae), onderfamilie Riodininae.
Barbicornis werd in 1824 voor het eerst wetenschappelijk beschreven door Godart.

## Soort
Barbicornis omvat de volgende soort:
- Barbicornis basilis Godart, 1824